# Web (ウェブブラウザ)
GNOME Web（グノーム ウェブ、旧名:Epiphany (エピファニー)）は、レンダリングエンジンにWebKitを使ったGNOMEの標準ウェブブラウザ。シンプルで使いやすいことを念頭に設計されている。ツールキットにGTK3を使いGNOMEとよく統合されている。
トピック毎に整理する高機能なブックマークを搭載している。一つのページを複数のトピックに関連付けることが可能である。
Epiphany 2.26.3までGeckoをサポートしていたが、これ以降のリリースはWebKitエンジンのみをサポートする。
また、2.28以降pythonによる拡張はなくなり、Seedによる拡張がサポートされた。

## 沿革
現在はGNOME最新版の正式公開に間に合うようにリリースされつづけている。
2.14以降は公開時のGNOMEとEpiphanyのバージョンは同一。
- 2002年12月25日 - Epiphany 0.4 初回リリース
- 2003年4月13日 - Epiphany 0.5
- 2003年5月4日 - Epiphany 0.6
- 2003年6月7日 - Epiphany 0.7
- 2003年7月13日 - Epiphany 0.8
- 2003年8月22日 - Epiphany 0.9 バグ修正のみ
- 2003年9月8日 - Epiphany 1.0 リリース
- 2004年3月15日 - Epiphany 1.2 リリース
- 2004年9月14日 - Epiphany 1.4 リリース
- 2005年3月9日 - Epiphany 1.6 リリース
- 2005年9月15日 - Epiphany 1.8 リリース
- 2006年3月12日 - Epiphany 2.14 リリース。このバージョン系統からGNOME本家にメジャーバージョンナンバーが合わせられる。
- 2006年9月3日 - Epiphany 2.16 リリース
- 2007年3月14日 - Epiphany 2.18 リリース
- 2007年9月19日 - Epiphany 2.20 リリース。このバージョン系統からレンダリングエンジンがWebKitへ移行開始。
- 2008年3月12日 - Epiphany 2.22 リリース
- 2008年9月24日 - Epiphany 2.24 リリース
- 2009年3月31日 - Epiphany 2.26 リリース。このバージョン系統がGeckoサポートの最終版となった。
- 2009年9月24日 - Epiphany 2.28 リリース
- 2010年3月31日 - Epiphany 2.30 リリース
- 2010年9月29日 - Epiphany 2.32 リリース
- 2011年4月6日 - Epiphany 3.0 リリース。このバージョン系統からGNOME本家共々GTK+3及びGNOME3系統へ移行。
- 2011年9月28日 - Epiphany 3.2 リリース
- 2012年3月28日 - Web 3.4 リリース。このバージョン系統からWebに名称変更。

### Galeonのフォーク
2002年、Galeonの当初の開発者であるMarco Pesenti Grittiは、EpiphanyをGaleonのフォークとして開発した。このフォークは、Grittiと残りのGaleon開発者の間で新機能に関して意見の不一致があったため生じた。
同じ頃、GNOMEプロジェクトは、ヒューマン・インターフェース・ガイドラインを適用したが、これはユーザインタフェースの単純化を促進するものであった。Galeonはパワーユーザ指向であったので、多くの開発者はこれを認めなかった。結果として、GrittiはGaleonベースの新たなブラウザを作り、重要でない多くの特徴は除去された。彼はEpiphanyをGNOME HIGに従うように意図した。Epiphanyはその開発開始時からGNOMEのテーマとその他の設定を用いている。

### Geckoベース
Epiphanyの最初のバージョンは、2002年12月24日にリリースされた。
Epiphanyは当初、Webページの表示にMozillaプロジェクトのGeckoレイアウトエンジンを使っていた。Mozillaのクロスプラットフォームなインターフェースの代わりに、GNOMEのGUIが提供された。

### WebKitベース
開発課程で、Geckoバックエンドに関連した大きな問題に直面した。これに対処するため、EpiphanyチームはWebkitをもうひとつのレンダリングエンジンとしてサポートを加えた。2008年4月1日には、Geckoを使ってビルドする機能は除去され、WebKitのみを使うことを進める旨の宣言がチームによってなされた。
2009年9月、GNOME 2.28の一部として、WebKitへの移行は完了した。

## 参照
1. ↑  "48.0 · GNOME / Epiphany · GitLab"; 閲覧日: 2025年3月17日.
2. ↑  Epiphany » Blog Archive » Gecko end-of-life
3. ↑  DeRosia, Chris (July 29, 2003), Galeon, A History or, why Galeon is the way it is 2011年10月16日閲覧。
4. ↑  Min, Andrew, “Epiphany, the ultimate Gnome browser”, The Ubuntu Applications book (under construction) (Free Software Magazine),  オリジナルのOctober 31, 2008時点におけるアーカイブ。 2011年10月16日閲覧。
5. ↑  “Epiphany turns 7”, The GNOME Web Browser Developers, (December 24, 2009) 2011年6月15日閲覧。
6. ↑  Granneman, Scott (2005), Don't click on the blue e!:switching to Firefox, Sebastopol, CA, United States: O'Reilly Media (October 16, 2005発行), p. 201, ISBN 0-596-00939-9
7. 1 2  Persch, Christian (April 1, 2008), “ANNOUNCEMENT:The Future of Epiphany”, epiphany mailing list-list
8. ↑  Lopez, Xan (July 24, 2007), If you see the Buddha on the road, port it to GTK 2011年11月25日閲覧。
9. ↑  Paul, Ryan (September 24, 2009), “Linux garden gets a new GNOME with version 2.28”, Ars Technica 2011年10月16日閲覧。